# Dendroblatta matogrossensis
Dendroblatta matogrossensis är en kackerlacksart som beskrevs av Guilherme A.M.Lopes och de Oliveira 2005. Dendroblatta matogrossensis ingår i släktet Dendroblatta och familjen småkackerlackor. Inga underarter finns listade i Catalogue of Life.